# Myślenice
Myślenice (německy Mischlenitz, zastarale Myslenitz) jsou město v Polsku v Malopolském vojvodství v okrese Myślenice. Leží při řece Rabě v aglomeraci Krakova, 60 km severně od Tater, 30 km východně od Wadowic, 25 km jižně od centra Krakova. Roku 2024 mělo město 17 745 obyvatel.

## Historie
První zmínka o osadě Myślenicích se objevuje roku 1253 a zmiňuje zdejší obranné opevnění. To mělo dlouhou dobu důležitý význam, neboť Myślenice se nachází na strategické pozici mezi tehdejším polským hlavním městem Krakovem a polskými hranicemi. Dalším významným rokem je rok 1342, kdy král Kazimír III. Veliký povýšil osadu na město. Město bylo vyrabováno během švédské invaze do Polska. Po trojím dělení Polska se město stalo součástí rakouského záboru. Roku 1908 zde vzniká gymnázium.
V létě roku 1936 městečko zažilo protižidovský pogrom, během kterého bylo vyrabováno a zničeno několik židovských obchodů (zboží pak bylo páleno na náměstí) a vypálena a zdemolována synagoga. Akce se stala známou jako wyprawa myślenicka a je považována za jednu z nejkrutějších antisemitských akcí v meziválečném Polsku.
Vojska nacistického Německa obsadila město 5. září 1939. Během okupace zde dvakrát proběhla pacifikace (vraždění civilního obyvatelstva, 29. června 1940 a 24. dubna 1942). Myślenice byly osvobozeny 38. armádou 4. ukrajinského frontu dne 22. ledna 1945.

## Osobnosti
- Szymon Kossakiewicz (1811–1878), politik a duchovní
- Edward Krupka (1851–1918), politik
- Franciszek Opydo (1856–1923), politik a lékař
- Andrzej Średniawski (1857–1931), politik
- Józef Rusin (1860–1927), politik
- Antoni Banaś (1873–1936), politik a právník
- Waldemar Fornalik (* 1963), fotbalista

## Fotogalerie

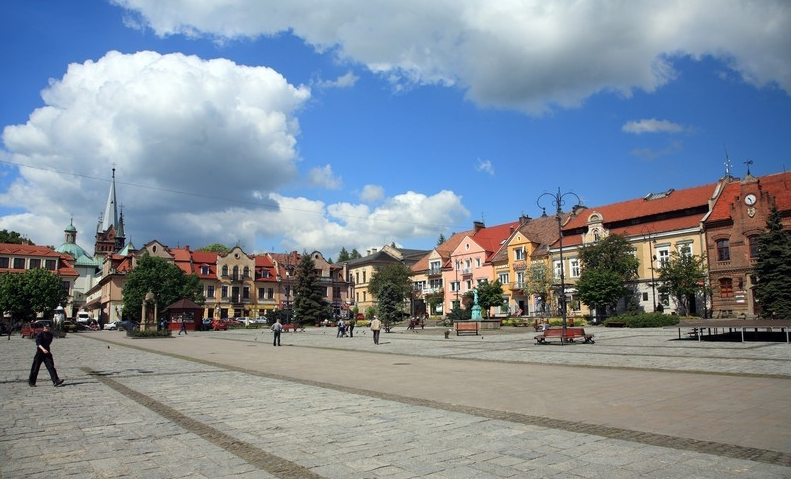
Náměstí
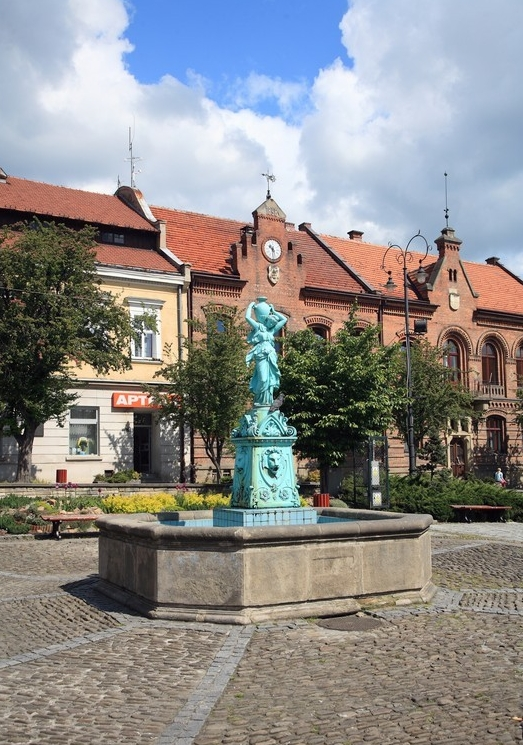
Kašna na náměstí
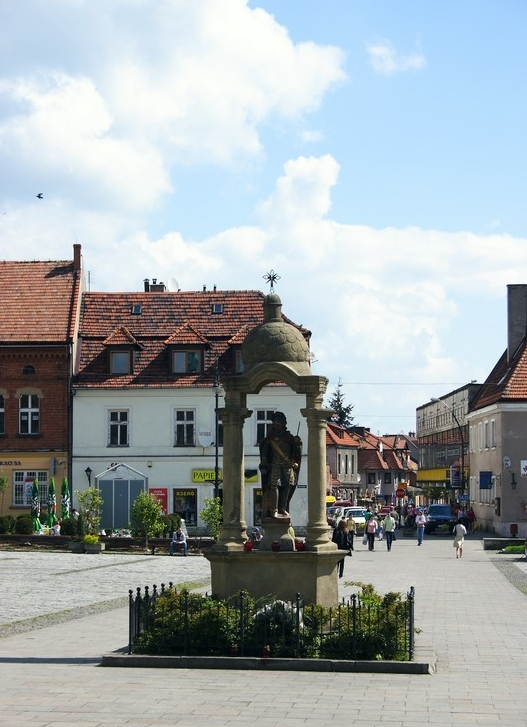
Socha sv. Floriána z 18. století
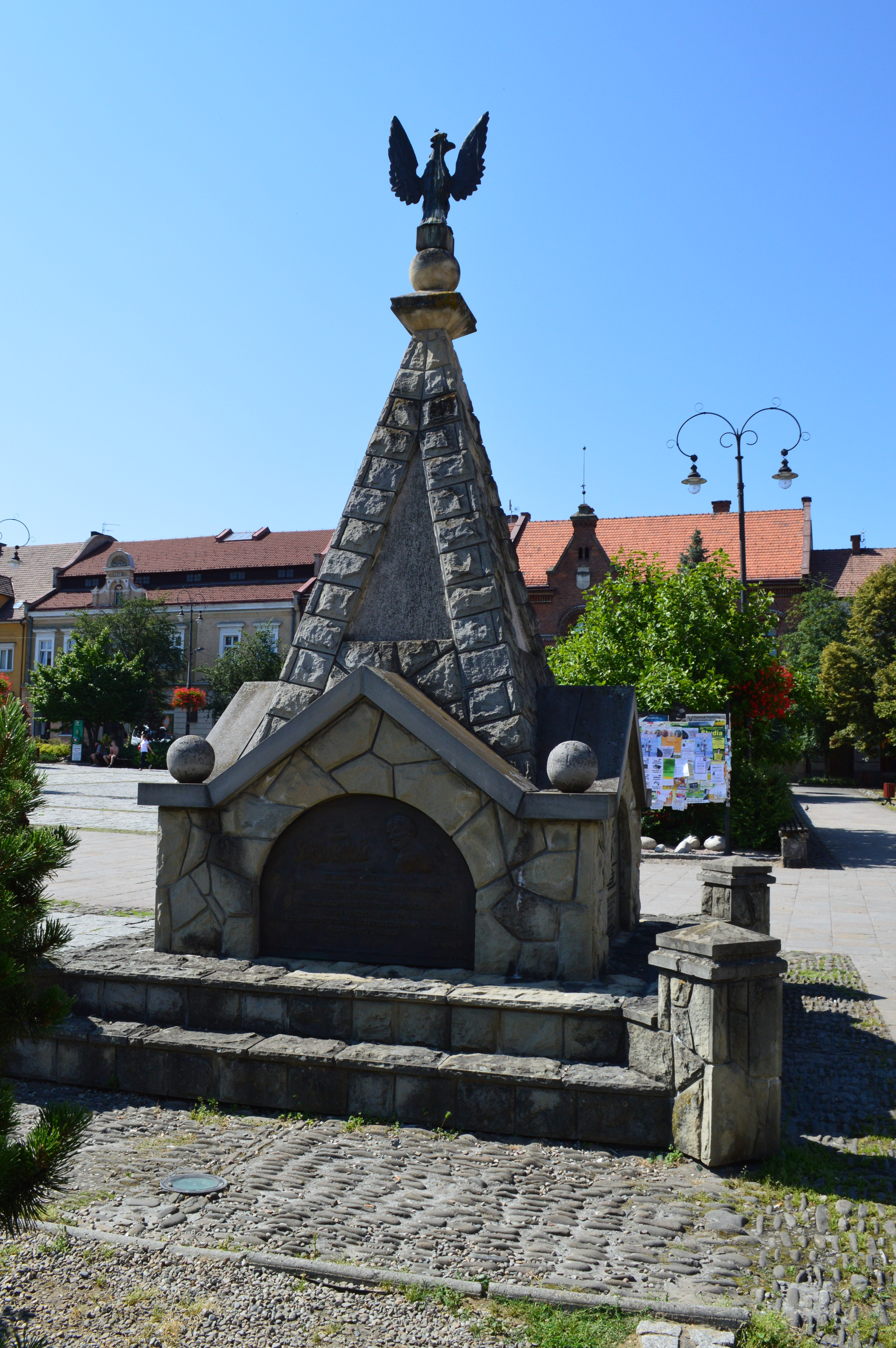
Památník obětem nacistické okupace
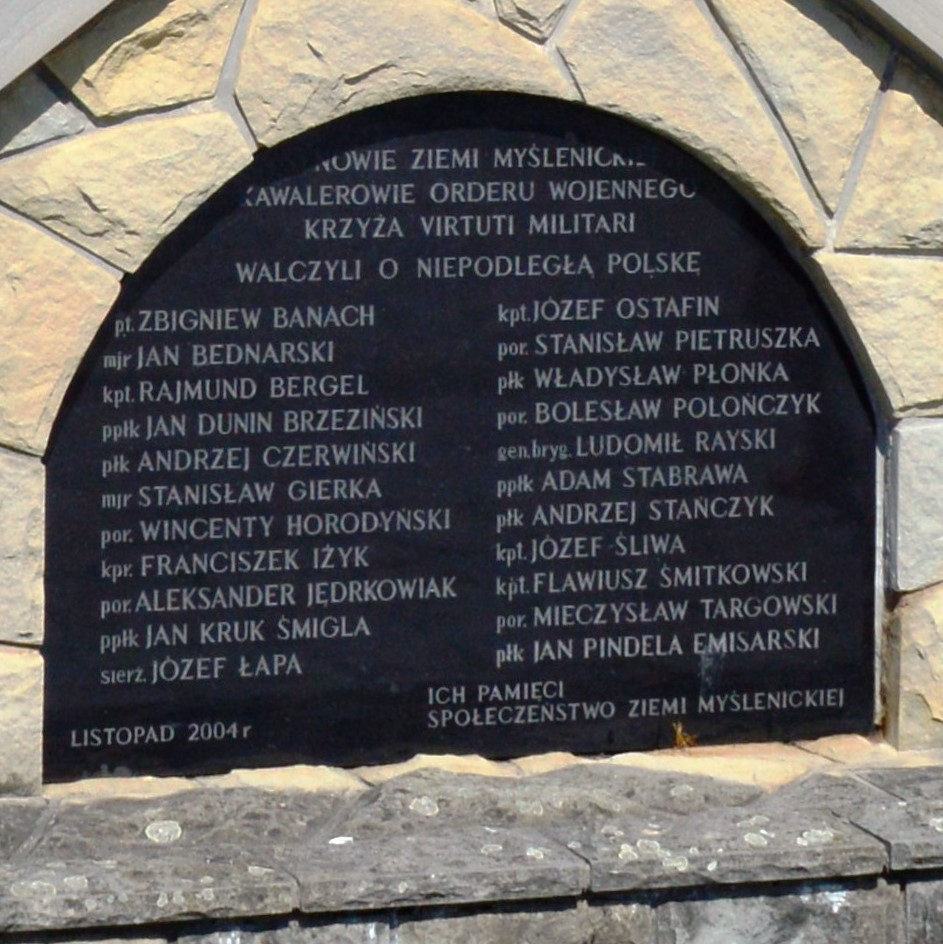
Památník obětem nacistické okupace - detail

## Partnerská města
- Bełchatów, Polsko
- Dahlonega, Spojené státy americké
- Csopak, Maďarsko
- Lüdenscheid, Německo
- Spišská Nová Ves, Slovensko
- Tinqueux, Grand Est, Francie